# Проба Марша

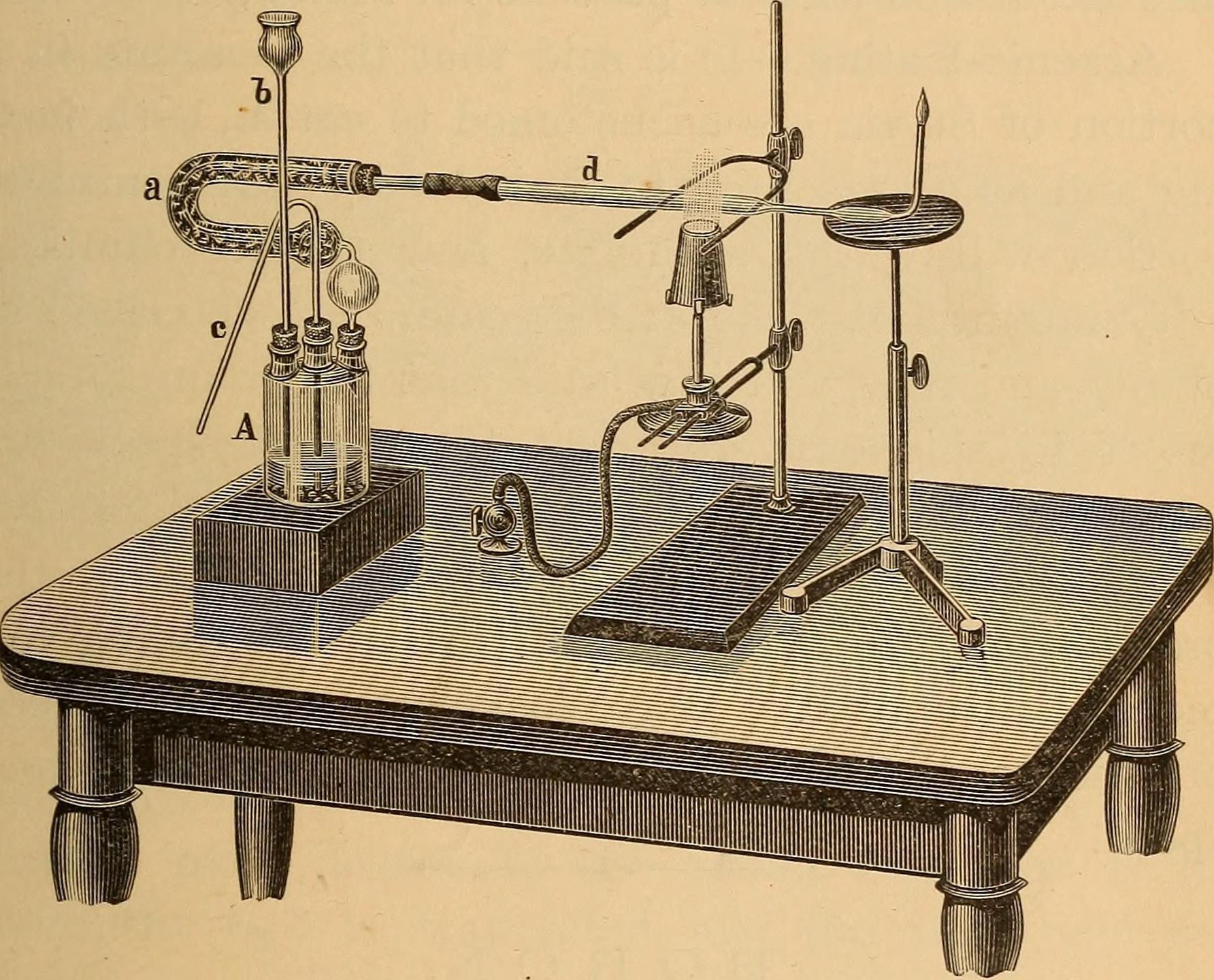
Аппарат Марша (с рисунка 1887 года)

Про́ба Ма́рша, а также ме́тод или аппара́т Ма́рша — распространённое название качественной реакции на мышьяк в аналитической химии и криминалистике, названное по имени английского химика Джеймса Марша (1794—1846), опубликовавшего информацию о ней в 1836 году. До открытия пробы триоксид мышьяка был распространённым средством отравителей вследствие трудности его обнаружения существовавшими тогда методами.

## История создания метода
В течение нескольких столетий, вплоть до середины XIX века белый мышьяк был едва ли не самым часто применяемым ядом, излюбленным преступниками. У подобного положения дел было несколько причин. Во-первых, это доступность мышьяка, — его мог приобрести почти каждый, у кого имелся предлог для покупки его в ближайшей аптеке. Во-вторых, удобство в применении: оксид мышьяка не имеет выраженного вкуса и запаха, хорошо растворим в воде и легко может быть подмешан к любой пище. И наконец, в-третьих, симптомы отравления очень напоминают признаки банального пищевого отравления или заболевания холерой, со времён Средневековья хорошо известной жителям Европы. С проблемой выявления мышьяка как причины смерти дело обстояло значительно хуже.
Попытки создать чувствительный, избирательный и в то же время наглядный метод обнаружения мышьяка предпринимались с XVII века. Решением этой проблемы занимался, в частности, Роберт Бойль. Первый метод, пригодный для криминалистических исследований, удалось разработать шведскому химику К. В. Шееле, аптекарю по основной специальности. Суть метода Шееле сводилась к двум последовательным химическим реакциям. Сначала триоксид мышьяка растворяли в соляной кислоте, а затем добавляли цинк, — выделяющийся в момент реакции цинка с кислотой атомарный водород восстанавливал мышьяк до газообразного арсина AsH3.
В целом метод Шееле представлял собой прямое предшествие пробы Марша. Однако Шееле останавливался на фазе получения арсина, считая его вполне достаточным и безо всяких дополнительных манипуляций. Появляющийся при выделении газа характерный чесночный запах он считал вполне наглядным доказательством присутствия мышьяка в пробе. Однако созданный в конце XVIII века метод анализа не совершил переворота в правосудии: не сведущие в химии присяжные и судьи не считали «какой-то запах» достаточным доказательством преступления.
Оттолкнувшись от открытия Шееле, Джеймс Марш работал над первым вариантом своего метода четыре года. К исследованию проблемы наглядного доказательства отравления препаратами мышьяка подтолкнула его личная неудача в судебном деле, где Марш выступал в качестве эксперта. Некий Джон Бодл, отравивший своего деда мышьяком, был оправдан, поскольку результаты химической экспертизы на мышьяк показались присяжным неубедительными. Анализ заключался в химической реакции, когда сероводород пропускался через раствор, в котором содержалась мышьяковая соль. Несмотря на очевидное присутствие ионов мышьяка, Джеймсу Маршу не удалось убедить присяжных, что в пробах действительно содержался мышьяк, тесту не хватало наглядности. Неудача в суде, из-за которой очевидный преступник ушёл от наказания, побудила Марша заняться разработкой надёжного и, одновременно, наглядного теста на мышьяк. Что же касается до дела Джона Бодла, то бывший обвиняемый в отравлении вскоре сам сознался в совершённом преступлении.
Наиболее известным первым применением пробы Марша в судебной токсикологии стало дело об отравлении Шарля Лафаржа его супругой Мари в 1840 году в Ле Гландье (Франция). Одна из родственниц Шарля, обратив внимание на странные детали в поведении его супруги, сохранила остатки отравленной пищи. Мари Лафарж не подозревала, что наука уже имеет метод распознавания мышьяка даже в небольших дозах. Между тем доказать факт отравления удалось далеко не сразу. Первая экспертиза, проведённая двумя врачами, не знакомыми с новой методикой Марша, свидетельствовала в пользу Мари. Тем не менее, приняв во внимание свидетельские показания, прокурор подверг результаты анализов сомнению и привлёк других экспертов. Они в принципе знали о разработках Джеймса Марша, однако не обладали достаточным навыком в его применении. Вторая экспертиза также окончилась неудачей. И только парижский врач-токсиколог Матьё Орфила, принявший участие в очередной экспертизе, смог доказать виновность Мари Лафарж, обнаружив летальные дозы мышьяка в остатках еды и в теле Шарля Лафаржа после эксгумации. Дело Мари Лафарж имело широкий резонанс в прессе, и с того времени метод Марша прочно вошел в международную практику экспертов-криминалистов как высокочувствительный и наглядный способ. Как следствие, вскоре и мышьяк потерял своё значение как самый лёгкий и распространённый способ отравления родственников.

## Реакция Марша на мышьяк

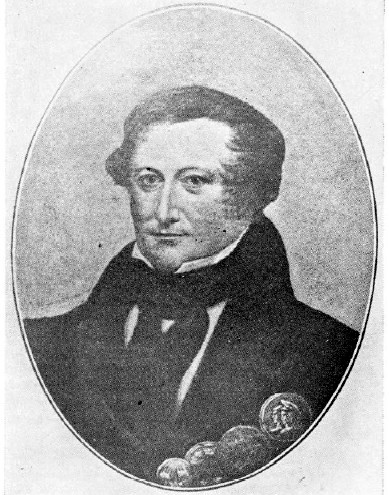
Джеймс Марш, 1888

Проба Марша основывается на возможности восстановления соединений мышьяка (III) до арсина с помощью сильных восстановителей. Исследуемую пробу помещают в одну пробирку с соляной кислотой и добавляют к данной смеси металлический цинк. Добавка небольшого количества сульфата меди ускоряет реакцию, активируя цинк.
{\displaystyle {\ce {As2O3 + 6 Zn + 12 H+ -> 2 AsH3 + 6 Zn^2+ + 3 H2O}}}
Выделяющийся газообразный арсин пропускают через раскаленную стеклянную трубку. При наличии мышьяка в пробе на месте нагрева наблюдается образование зеркала металлического мышьяка. Германий и сурьма также дают металлические зеркала, которые, однако, не растворяются в аммиачном растворе пероксида водорода.